# Sarkis Torossian
Pour les articles homonymes, voir Torossian.
Sarkis Torossian (en arménien : Սարգիս Թորոսեան), né en 1891 à Everek, dans l'Empire ottoman, et mort le 17 octobre 1954 dans le Bronx, à New York, aux États-Unis, est un capitaine ottoman d'origine arménienne, qui a notamment combattu durant la bataille des Dardanelles où il a, selon ses mémoires, été la première personne à couler un navire de guerre britannique,,. Cependant, après le génocide arménien, au cours duquel la plupart de sa famille est massacrée, il change de camp et rejoint la lutte contre l'Empire ottoman,,. Il déménage ensuite aux États-Unis où il écrit et publie ses mémoires, From Dardanelles to Palestine: a true story of five battle fronts of Turkey.
Son histoire conduit à un débat en Turquie, où les historiens turcs discréditent l'authenticité de ses mémoires et dont certains prétendent même qu'il n'a jamais existé,. En prévision de la publication des mémoires de Torossian en Turquie, en 2012, par Ayhan Aktar, des descendants de Torossian sont découverts par l'historien local Paul Vartan Sookiasian. De là, Taner Akçam interview la petite-fille de Torossian qui décrit en détail la vie de son grand-père.

## Biographie
Sarkis Torossian est né dans le village arménien d'Everek (aujourd'hui Develi), près de Kayseri en 1891. Il fréquente l'école paroissiale arménienne locale. Dès son jeune âge, Sarkis Torossian souhaite devenir un soldat, cependant le droit turc ottoman interdisait à tout non-musulman de devenir soldat avant la révolution des Jeunes-Turcs en 1908. Torossian poursuit ses études à Edirne où il se lie d'amitié avec un Arabe nommé Muharrem, dont le père est un général de brigade à Constantinople. Grâce à l'aide du père de Muharrem, Torossian décroche un poste à l'académie militaire et obtient son diplôme en 1914 avec le grade de sous-lieutenant de l'Artillerie. Au cours de ses fréquentes visites au père de Muharrem, Torossian commence à développer une passion pour sa fille (sœur de Muharrem) Djamileh.

### Bataille des Dardanelles

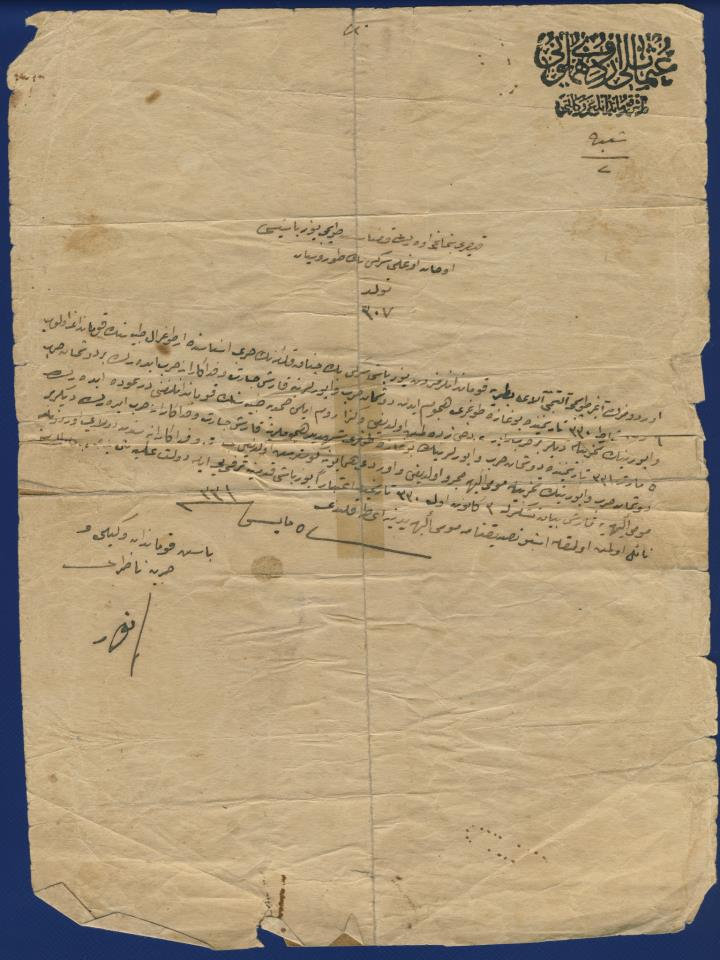
Document signé par Enver Pacha, lié à la distinction qu'il décerne à Torossian.

Une fois diplômé de l'académie militaire, Torossian est envoyé en Allemagne, à l'usine Krups, où il reste pendant trois mois. Après le début de la Première Guerre mondiale, Torossian retourne en Turquie, où il est nommé commandant du cap Helles. Au début de l'année 1915, lorsque la bataille des Dardanelles est à ses débuts, Torossian coule le premier cuirassé britannique. Dans ses mémoires, Sarkis Torossian affirme qu'il a coulé un total de trois croiseurs de guerre anglais dans les combats entre le 19 février et le 18 mars ainsi qu'un sous-marin en avril, qui pourrait éventuellement être, selon lui, le HMS E15 de la Royal Navy. Cevat Pacha fait l'éloge des efforts de Torossian dans la bataille et souligne que les forts sous son commandement ont été les plus efficaces pour couler des navires britanniques,. Lorsque le ministre de la Guerre, Enver Pacha, entend parler des actes de Torossian au cours de la bataille, il le félicite et le présente à des officiers allemands de haut rang tels que Colmar von der Goltz et Otto Liman von Sanders. Enver Pacha décerne également à Torossian la Osmanlı Devleti harp madalyası (médaille de guerre de l'État ottoman).
Dans la matinée du 29 septembre 1915, Torossian reçoit un mot lui informant que Muharrem a été grièvement blessé pendant la bataille et se précipite pour le voir. Juste avant que Muharrem ne décède, ce dernier lui fait une confession à propos de sa sœur Djamileh. Torossian rapporte la confession dans son journal comme suit, :

« Durant les massacres arméniens de 1896, mon père était commandant d'une brigade de l'armée stationnée près de Mouch. Même à cette époque, il était profondément attristé des excès turcs dans le traitement de leurs sujets chrétiens. Un jour, en passant par un village arménien, il a ramassé une petite fille, à peine âgé de plus de deux ans, qu'il trouva errant sans but dans les rues désertes. Aucune trace de ses parents n'a été trouvée, et par pitié, ou par amour, ou par tristesse mon père l'a emmenée à la maison avec lui. Finalement, elle a été acceptée dans la famille. Ma mère, cependant, s'est opposée à la croix tatouée sur son bras gauche et a appliqué une solution acide pour détruire l'emblème chrétien ; cela a laissé une cicatrice de forme étrange. »

Après avoir entendu la confession, Muharrem fait clairement savoir qu'il aimerait que Torossian épouse sa sœur. Sarkis Torossian se fiance avec Djamileh peu de temps après.

### Génocide arménien
Durant les premières étapes du génocide arménien, lorsque les Arméniens sont déportés par la force, Sarkis Torossian reçoit l'assurance d'Enver Pacha que sa famille ne sera pas déportée,. Cependant, le gouverneur de la province de Kayseri, Salih Zeki Bey, ignore les ordres d'Enver Pacha et procède à la déportation de la famille de Torossian,. Le père de Torossian, Ohannès, et sa mère Vartouhi sont assassinés, seule sa sœur Baïzar parvient à survivre. Pour sauver sa sœur, Torossian se rend en Macédoine puis en Roumanie, et enfin dans le désert d'Arabie où il réussit à trouver sa sœur dans le camp de concentration de Tel Halaf,,.
Cependant, peu de temps après, sa sœur Baïzar ainsi que Djamileh meurent de maladies,,. Djamileh décède dans les bras de Torossian, il dit dans ses mémoires : « Je portais Djamileh dans mes bras, la douleur et la terreur dans ses yeux ont fondu jusqu'à ce qu'ils soient de nouveau brillants comme des étoiles, des étoiles dans une nuit orientale... et ainsi elle est morte, comme un rêve qu'on oublie,,. » Après avoir entendu les histoires de sa sœur déportée et ayant perdu son père, sa mère, sa sœur et sa fiancée, Torossian jure de se « venger » du gouvernement turc,,,,.

### Campagne arabe
En septembre 1918, lors de la bataille de Naplouse (en), Sarkis Torossian rejoint les Britanniques et se bat avec les rebelles arabes contre l'armée ottomane,. Dans ses mémoires, Torossian écrit : « Je voulais briser la taille de l'armée turque,,. » Sarkis Torossian mène rapidement un peloton de soldats arabes en Palestine et est chargé de 6 000 cavaliers arabes à Damas. Pour sa bravoure et son commandement en Palestine, les Britanniques lui décernent des médailles.

### Légion arménienne
La Légion arménienne, fondée par l'accord franco-arménien de 1916, est une unité de la Légion étrangère au sein de l'armée française. Elle est établie sous les objectifs du mouvement de libération nationale arménien et fut une unité armée en supplément des unités de volontaires arméniens et de la milice arménienne pendant la Première Guerre mondiale, qui s'est battue contre l'Empire ottoman.
Sarkis Torossian saisit l'occasion de lutter contre l'armée turque en combattant dans la Légion arménienne de Beyrouth jusqu'en Cilicie,. Finalement, la guérilla turque, sous la direction des forces de Mustafa Kemal, repousse une grande partie des forces françaises et arméniennes en Cilicie et prend le contrôle de la région. Torossian est décoré par les Français mais ce dernier suspecte dans son journal que les forces françaises ont donné des armes et des munitions aux kémalistes pour permettre à l'armée française un passage sûr hors de Cilicie. Se sentant trahi, Torossian émigre aux États-Unis où il rencontre des membres de sa famille.

### Émigration aux États-Unis
Sarkis Torossian s'installe à Philadelphie. En 1927, il publie ses mémoires à Boston sous le titre From Dardanelles to Palestine: a true story of five battle fronts of Turkey, qui décrit sa vie et ses réalisations en détail. Ses mémoires sont utilisées par des historiens pour des recherches et des analyses plus poussées de la Première Guerre mondiale et du génocide arménien. Sarkis Torossian meurt le 17 octobre 1954 dans le Bronx, à New York, à l'âge de 63 ans et est enterré au cimetière d'Arlington à Drexel Hill, en Pennsylvanie.

## Héritage
Selon l'auteur Ayhan Aktar, qui a édité et publié les mémoires de Torossian en turc, l'histoire officielle turque a effacé le nom de Torossian des dossiers et a ignoré ses succès dans la bataille des Dardanelles en raison de son origine arménienne,.